# Ełektrozawodśka (stacja szybkiego tramwaju)
Ełektrozawodśka (ukr. Електрозаводська) – podziemna stacja szybkiego tramwaju w Krzywym Rogu na Ukrainie. Została otwarta 27 maja 2000 r. w 200. rocznicę nadania Krzywemu Rogowi praw miejskich.

## Konstrukcja
Ełektrozawodśka jest płytką stacją kolumnową. Stacja zbudowana jest z dwóch poziomów. Część naziemna składa się z holu, natomiast w części podziemnej położone są perony. Tory tramwajowe rozgraniczono ścianą z łukowatymi otworami. Ściany stacji wykończono niewielkimi kaflami ceramicznymi, natomiast podłogi wyłożono kamiennymi płytkami o nieregularnych kształtach. Oświetlenie peronów stanowią lampy fluorescencyjne.

## Galeria

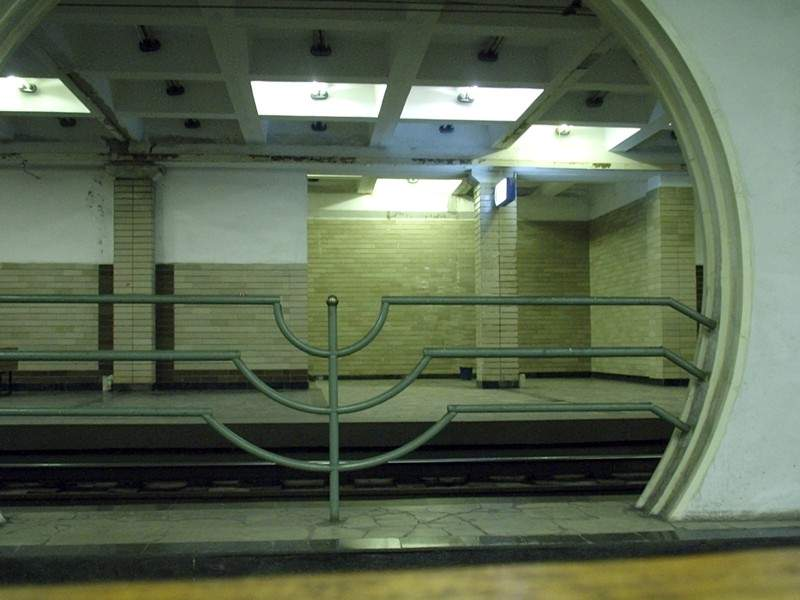
Fragment ściany dzielącej stację
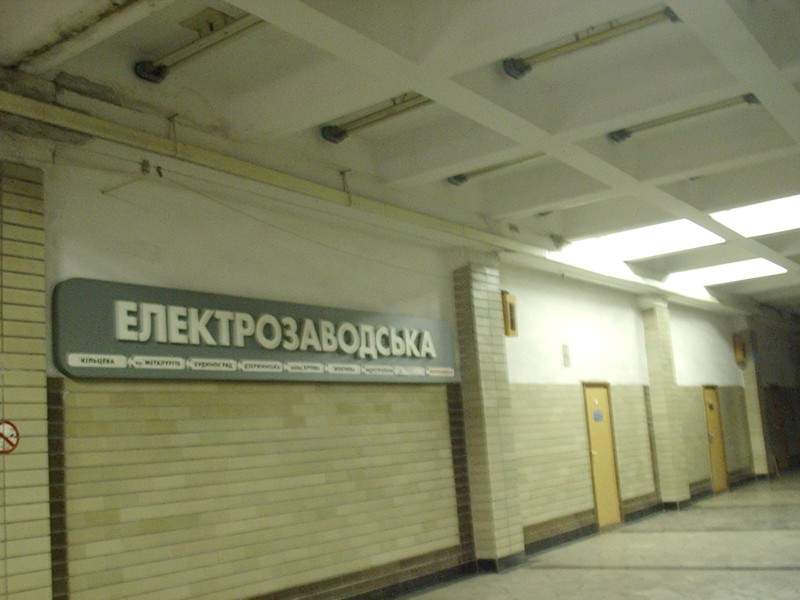
Tablica z nazwą stacji